# Якубов, Герман
Ге́рман Яку́бов (21 апреля 1989 года) — российский боец смешанных единоборств чеченского происхождения, чемпион России по рукопашному бою.

## Биография
С 12 лет занимался боксом. В 18 лет перешёл на смешанные единоборства. Его тренирует Беслан Исаев. Якубов являлся студентом Московской академии имени Маймонида.

## Статистика боёв
| Результат | Дата                 | Турнир                                             | Соперник               | Страна     | Раунд | Время | Метод                              |
| --------- | -------------------- | -------------------------------------------------- | ---------------------- | ---------- | ----- | ----- | ---------------------------------- |
| Победа    | 22 июля 2017 года    | WLF — W.A.R.S. 16                                  | Хандонг Конг           | Китай      | 1     | 2:09  | Технический нокаут (удары)         |
| Победа    | 29 августа 2015 года | ACB 21 — Grozny                                    | Сергей Бобров          | Россия     | 3     | 5:00  | Единогласное решение               |
| Поражение | 25 июня 2015 года    | DFC — Derbent Fighting Championship                | Магомед Магомедкеримов | Россия     | 1     | 4:36  | Удушение север-юг                  |
| Поражение | 21 ноября 2014 года  | BOC — Battle Of Champions 7                        | Вячеслав Василевский   | Россия     | 3     | 5:00  | Единогласное решение               |
| Поражение | 25 мая 2014 года     | Absolute Championship Berkut — Grand Prix Berkut 8 | Георгий Кекелия        | Россия     | 1     | 2:25  | Сабмишном (рычаг локтя)            |
| Поражение | 20 апреля 2014 года  | Absolute Championship Berkut — Grand Prix Berkut 6 | Ахмед Асхабов          | Россия     | 1     | 4:58  | Сабмишном (удушение треугольником) |
| Победа    | 16 марта 2014 года   | Absolute Championship Berkut — Grand Prix Berkut 3 | Ерболат Болджиев       | Кыргызстан | 1     | 3:15  | Сабмишном (удушение сзади)         |
| Поражение | 16 октября 2013 года | ProFC — ProFC 50                                   | Борис Мирошниченко     | Беларусь   | 1     | 0:00  | Нокаутом (удар ногой в голову)     |
| Победа    | 24 апреля 2013 года  | ProFC 48 — East/West                               | Ахмед Саадулаев        | Россия     | 1     | 1:45  | Сабмишном (удушение сзади)         |
| Победа    | 20 октября 2012 года | Berkut Cup — 2012                                  | Гусейн Омаров          | Россия     | 1     | 3:25  | Сабмишном (удушение треугольником) |
| Поражение | 11 августа 2012 года | League S-70 — Russian Championship Finals          | Алексей Иванов         | Россия     | 2     | 3:18  | Сабмишном (удушение треугольником) |
| Победа    | 2 октября 2011 года  | Berkut FC — Team Berkut vs. Team Russia            | Гаджи Гаджиев          | Россия     | 3     | 5:00  | Единогласное решение               |